# Mmabatho
Mmabatho – miasto w północnej części RPA, w 1994 ośrodek administracyjny Prowincji Północno-Zachodniej. 38 297 mieszkańców (2011). Miasto było stolicą Republiki Bophuthatswana.
W okresie apartheidu miasto było stolicą bantustanu Bophuthatswana. W 1994 roku, po likwidacji bantustanów, utworzono Prowincję Północno-Zachodnią i Mmabatho proklamowano stolicą prowincji. Jeszcze w tym samym roku władze prowincji włączyły miasto do Mafikeng, a nazwę Mmabatho zarezerwowały dla jednego z przedmieść nowego ośrodka.
W mieście rozwinął się przemysł spożywczy oraz włókienniczy.